# Hilde Glomsås
Hilde Glomsås (* 26. April 1978) ist eine ehemalige norwegische Skilangläuferin.

## Werdegang
Glomsås, die für den Bærums Værk IF startete, trat international erstmals bei den Nordischen Junioren-Skiweltmeisterschaften 1996 in Asiago in Erscheinung. Dort wurde sie Siebte über 5 km klassisch. Im folgenden Jahr holte sie bei den Nordischen Junioren-Skiweltmeisterschaften in Canmore die Bronzemedaille mit der Staffel. Zudem errang sie den 11. Platz über 5 km klassisch. Ihr erstes von insgesamt 12 Weltcupeinzelrennen absolvierte sie im November 1997 in Beitostølen, das sie auf dem 35. Platz über 5 km klassisch beendete. Bei den Nordischen Junioren-Skiweltmeisterschaften 1998 in Pontresina gewann sie die Goldmedaille über 15 km klassisch. In der Saison 1998/99 kam sie viermal in die Punkteränge und erreichte damit den 31. Platz im Gesamtweltcup, ihr bestes Gesamtergebnis. Zudem errang sie in Oslo den dritten Platz mit der Staffel. Beim Saisonhöhepunkt, den Nordischen Skiweltmeisterschaften 1999 in Ramsau am Dachstein, lief sie auf den siebten Platz über 30 km klassisch. Dies war zugleich ihre beste Einzelplatzierung im Weltcup. In der folgenden Saison belegte sie mit drei Ergebnissen in den Punkterängen den 48. Platz im Gesamtweltcup. Zudem wurde sie in Davos Zweite mit der Staffel. Ihr letztes Weltcuprennen absolvierte sie im Dezember 2000 in Brusson, das sie auf dem 34. Platz über 10 km klassisch beendete.